# Agylla yuennanica
Agylla yuennanica là một loài bướm đêm thuộc phân họ Arctiinae, họ Erebidae.